# Góry Pęchowskie
Góry Pęchowskie – wieś w Polsce położona w województwie świętokrzyskim, w powiecie sandomierskim, w gminie Klimontów.
| SIMC    | Nazwa    | Rodzaj    |
| ------- | -------- | --------- |
| 0795896 | Węgorzyn | część wsi |

W latach 1975–1998 miejscowość administracyjnie należała do województwa tarnobrzeskiego.
Przez wieś przechodzi  zielony szlak turystyczny z Chańczy do Pielaszowa.

## Zabytki
W Górach Pęchowskich jest cmentarz powstały w 1929 r., w którym znajdują się mogiły legionistów poległych w bitwie pod Konarami pod wodzą Józefa Piłsudskiego w 1915.
Pośrodku mogił, znajduje się kamienny obelisk z napisem: „Bohaterskiej pamięci Legionistów poległych w bitwie pod Konarami stoczonej w 1915 roku pod wodzą Józefa Piłsudskiego”. Na obelisku jest kamienna tablica z czerwonego piaskowca, na której wypisano nazwiska poległych w bitwie żołnierzy.
Cmentarz został wpisany do rejestru zabytków nieruchomych (nr rej.: A.675 z 19.10.1989).